# Dietetikus
A dietetikus olyan szakember, aki az egészséges és a beteg emberek számára nyújt segítséget a megfelelő táplálkozás kiválasztásában. Fontos feladata a tanácsadás és a prevenció vagyis az egyénre szabott korszerű kiegyensúlyozott táplálkozás megismertetése. "A táplálkozástudományt az egészséges és beteg egyének, valamint csoportok élelmezési ellátása, gyógyítása és egészségnevelése céljából alkalmazza. Felméri, tervezi és végrehajtja az élelmiszer és táplálkozás humánegészségre gyakorolt hatását javító programokat." A foglalkozás hivatalos neve a FEOR-ban:  Dietetikus és táplálkozási tanácsadó

## Feladatai
- megfelelő tápanyagtartalmú és megfelelő minőségű diéta és étrend tervezése, az étel biztosítása egészséges egyének vagy betegcsoportok számára;
- az egyének, csoportok és közösségek egészségi állapotára és táplálkozási szokásaira vonatkozó adatok gyűjtése, rendezése és értékelése, amelyek a felszolgált, illetve az elfogyasztott ételek tápértékén alapulnak;
- táplálkozási felmérések és táplálkozás változtatási programok tervezése, lebonyolítása és értékelése, egyének és közösségek oktatása, képzése a táplálkozás tudatosságának javítása érdekében;
- a táplálkozási követelményeknek megfelelő élelmiszerek, táplálék kiegészítők, ételek kifejlesztése és értékelése;
- táplálkozási kutatások végzése és az eredmények közzététele tudományos konferenciákon.[3]

## Jellemző munkakörök
Dietetikus tanácsadó, oktató

Élelmezési tanácsadó

Élelmezési üzemvezető dietetikus

Élelmezésprogramozó

Élelmezésszervező

Élelmezésvezető

Élelmezési menedzser

Laktációs szaktanácsadó

Táplálkozási és dietetikai szaktanácsadó

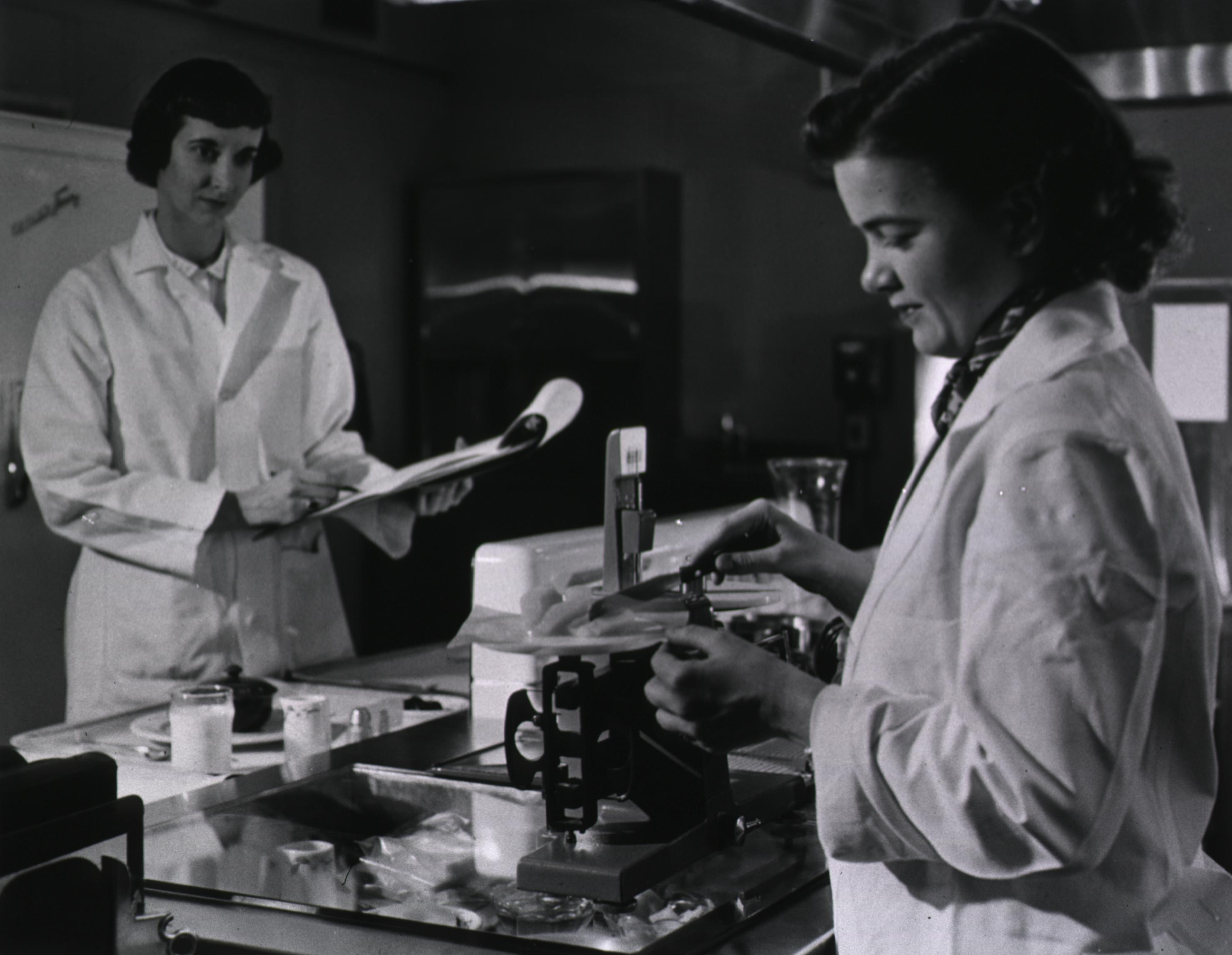
dietetikusok labormérés közben

Táplálkozási tanácsadó

Táplálkozáskutató

Terápiás dietetikus

## Néhány kapcsolódó, de máshová sorolt foglalkozás
- Szakorvos[4]
- Ápoló (felsőfokú képzettséghez kapcsolódó)[5]
- Ápoló, szakápoló[6]

## Dietetikusképzés
Felsőfokú dietetikus képzés számos hazai egyetemen lehet választani az Ápolás- és betegellátás alapszak szakirányaként. Jelenleg Budapesten a Semmelweis Egyetem Egészségtudományi Karán (nappali és levelező tagozaton), a Debreceni Egyetem Népegészségügyi Karán (Debrecenben nappali, míg Szolnokon levelező tagozaton) és a Pécsi Tudományegyetem Egészségtudományi Karán (nappali tagozaton) lehet elvégezni a képzést.